# 田中幹也
田中 幹也（たなか みきや、2000年11月28日 - ）は、神奈川県愛甲郡愛川町出身のプロ野球選手（内野手）。右投右打。中日ドラゴンズ所属。

## 経歴

### プロ入り前
愛川町立中津小学校時代は中津リバーズ、愛川町立愛川東中学校時代は相模原リトルシニアに所属。
高校時代は若林弘泰が監督を務める西東京の強豪・東海大学菅生高等学校でプレー。1年時より出場し、2年夏には1学年上の松本健吾や同級生の戸田懐生らとともに西東京大会の決勝で清宮幸太郎擁する早稲田実業高等部を破り甲子園大会に出場。甲子園大会ではベスト4に進出。その後のえひめ国体にも出場。甲子園大会では俊敏な守備や俊足、シュアな打撃が注目された。
高校卒業後は東都大学野球の亜細亜大学に進学。1年春のリーグからベンチ入り。1年生ながら日米大学野球の日本代表に同学年かつ東都大学野球でライバルの中央大学・森下翔太とともに選出された。その後も二塁手として公式戦の出場を重ね、2学年先輩で遊撃手のレギュラーであった矢野雅哉が卒業後は遊撃のレギュラーに定着し、3年春のリーグ戦においてはベストナインを獲得。しかし、この頃から体調に異変を感じていた。その後3年夏のキャンプ時にスズメバチに刺されて病院で検査を受けた際に、偶然国指定の難病「潰瘍性大腸炎」と診断され入院。投薬治療（対症療法）が芳しくないことから、秋に大腸全摘出の大手術を受けた。これによって2か月入院して体重も11kg減少、秋のリーグ戦も2打席のみの出場となった。その後もリハビリを重ね、4年春のリーグ戦で本格的に試合復帰。2022年4月14日の第2週最終日の対國學院大學3回戦では日本大学時代の真中満と並ぶ、1試合6盗塁を決めリーグタイ記録を刻む。亜細亜大学のチームとしても1試合で12盗塁を決めリーグの1試合の最多盗塁記録を更新している。田中はチームの盗塁数の半分を記録し、記録更新と試合の大勝に大きく貢献している。大学の同期に青山美夏人、松本晴、重松凱人らがいる。
同年のドラフト会議では、中日ドラゴンズより6位指名を受け、11月14日に契約金3500万円、年俸720万円で仮契約を結んだ。背番号は2。

### 中日時代
2023年は、春季キャンプで一軍メンバーに抜擢され完走。オープン戦では、一時首位打者に浮上する活躍を見せる。しかし、3月19日の東北楽天ゴールデンイーグルス戦にて四球で出塁後、牽制で頭から一塁へ帰塁した際に右肩を脱臼しチームを離脱。同月29日には、佐賀県内の病院で右肩鏡視下バンカート修復術という患部の手術を受けた。その後はリハビリを進め、6月24日には術後初となるスローイング練習を行った。9月7日から一時はノースロー調整となっていたが、16日からスローイングを再開。送球以外はプレー可能な状態であったため、約6か月ぶりの実戦復帰の運びとなり、同月20日の広島東洋カープとのウエスタン・リーグ公式戦（ナゴヤ球場）で、福田永将の代走として公式戦プロ初出場を果たした。11月8日の契約更改交渉では、65万円減の推定年俸655万円でサインした。
2024年は、開幕戦となった3月29日の東京ヤクルトスワローズ戦で「2番・二塁手」として先発出場すると、第1打席でプロ初安打を記録した。5月21日、対読売ジャイアンツ戦で、7回表に山﨑伊織からプロ初本塁打を放った。107試合に出場していたが、9月5日にこの年初めて登録を抹消された。登録抹消の理由は左足首の捻挫であった。同20日に実戦復帰を果たす。その後再昇格し、最終的に112試合の出場で、打率.224、2本塁打、23打点、5盗塁という成績だった。球団からは守備面の評価をされ、オフに1195万円増の推定年俸1850万円で契約を更改した。また、翌年以降のヘッドスライディングを解禁することを明かした。
2025年はキャンプを二軍で迎えるも、3月の二軍での試合中に左手有鈎骨を骨折。12日に同個所の摘出手術を受けた。4月22日に二軍で実戦復帰を果たすと、5月6日に一軍昇格し、同日の横浜DeNAベイスターズ戦で先発出場した。

## 選手としての特徴
50m走5.9秒、大学通算48盗塁を記録した俊足が武器。
守備では、小柄な体格を生かした俊敏なプレーを見せ、的確なポジショニングと打球反応の良さで好守を連発する。高木豊からも「反射神経がよくて守備範囲が広く、前後左右どの方向にも俊敏に動ける」と評されている。

## 人物
- 目標とする選手に大学の先輩である井端弘和を挙げており[6]、動きを参考にしている選手には菊池涼介を挙げている[29]。
- 東海大菅生高校時代の愛称は小柄な体ですばしっこく動き回る姿から監督の若林弘泰らからは親しみを込めて「サル」と呼ばれていた[4][29]。大学・プロではその軽快な守備と走塁から「忍者」[27][29][30][31]、名前の幹也から「ミッキー」と呼ばれている[32]。
- 田中の父は東海大学付属相模高等学校の野球部出身で1985年には主将も務めている。田中の父の1学年先輩が後に田中の恩師ともなる若林であった。

## 詳細情報

### 年度別打撃成績
| 年 度     | 球 団     | 試 合 | 打 席 | 打 数 | 得 点 | 安 打 | 二 塁 打 | 三 塁 打 | 本 塁 打 | 塁 打 | 打 点 | 盗 塁 | 盗 塁 死 | 犠 打 | 犠 飛 | 四 球 | 敬 遠 | 死 球 | 三 振 | 併 殺 打 | 打 率 | 出 塁 率 | 長 打 率 | O P S |
| --------- | --------- | ----- | ----- | ----- | ----- | ----- | -------- | -------- | -------- | ----- | ----- | ----- | -------- | ----- | ----- | ----- | ----- | ----- | ----- | -------- | ----- | -------- | -------- | ----- |
| 2024      | 中日      | 112   | 343   | 313   | 26    | 70    | 8        | 2        | 2        | 88    | 23    | 5     | 1        | 10    | 0     | 20    | 1     | 0     | 46    | 3        | .224  | .270     | .281     | .551  |
| 通算：1年 | 通算：1年 | 112   | 343   | 313   | 26    | 70    | 8        | 2        | 2        | 88    | 23    | 5     | 1        | 10    | 0     | 20    | 1     | 0     | 46    | 3        | .224  | .270     | .281     | .551  |

- 2024年度シーズン終了時

### 年度別守備成績
| 年 度 | 球 団 | 二塁  | 二塁  | 二塁  | 二塁  | 二塁  | 二塁     | 遊撃  | 遊撃  | 遊撃  | 遊撃  | 遊撃  | 遊撃     |
| 年 度 | 球 団 | 試 合 | 刺 殺 | 補 殺 | 失 策 | 併 殺 | 守 備 率 | 試 合 | 刺 殺 | 補 殺 | 失 策 | 併 殺 | 守 備 率 |
| ----- | ----- | ----- | ----- | ----- | ----- | ----- | -------- | ----- | ----- | ----- | ----- | ----- | -------- |
| 2024  | 中日  | 103   | 206   | 258   | 4     | 49    | .991     | 1     | 0     | 1     | 0     | 0     | 1.000    |
| 通算  | 通算  | 103   | 206   | 258   | 4     | 49    | .991     | 1     | 0     | 1     | 0     | 0     | 1.000    |

- 2024年度シーズン終了時

### 記録
初記録
- 初出場・初先発出場：2024年3月29日、対東京ヤクルトスワローズ1回戦（明治神宮野球場）、2番・二塁手で先発出場[15]
- 初打席・初安打：同上、1回表にサイスニードから右前安打[15]
- 初打点：2024年3月30日、対東京ヤクルトスワローズ2回戦（明治神宮野球場）、3回表に吉村貢司郎から左前適時打
- 初盗塁：2024年5月15日、対阪神タイガース8回戦（バンテリンドームナゴヤ）、3回裏に二盗（投手：大竹耕太郎、捕手：坂本誠志郎）[33]
- 初本塁打：2024年5月21日、対読売ジャイアンツ10回戦（東京ドーム）、7回表に山﨑伊織から左越ソロ[16]

### 背番号
- 2（2023年[7] - ）

### 登場曲
- 『ジャンボリミッキー！』東京ディズニーランド（2023年 - ）[32]

### 代表歴
- 第43回 日米大学野球選手権大会